# Nephrotoma appendiculata
Nephrotoma appendiculata är en tvåvingeart som först beskrevs av Pierre 1919.  Nephrotoma appendiculata ingår i släktet Nephrotoma och familjen storharkrankar. Arten är reproducerande i Sverige.

## Underarter
Arten delas in i följande underarter:
- N. a. appendiculata
- N. a. pertenua

## Bildgalleri

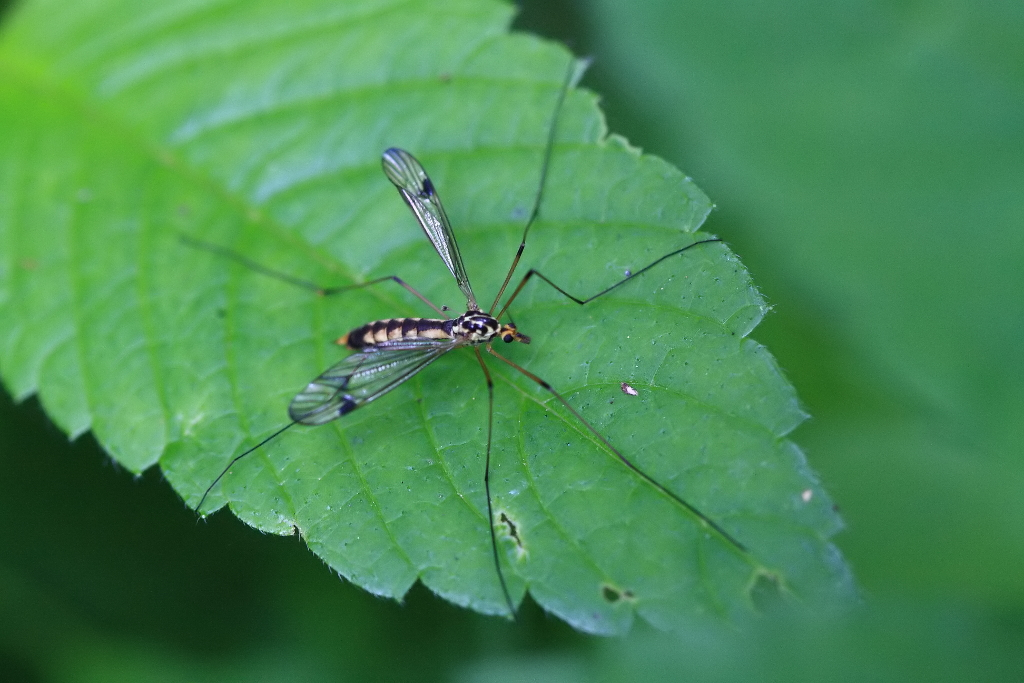
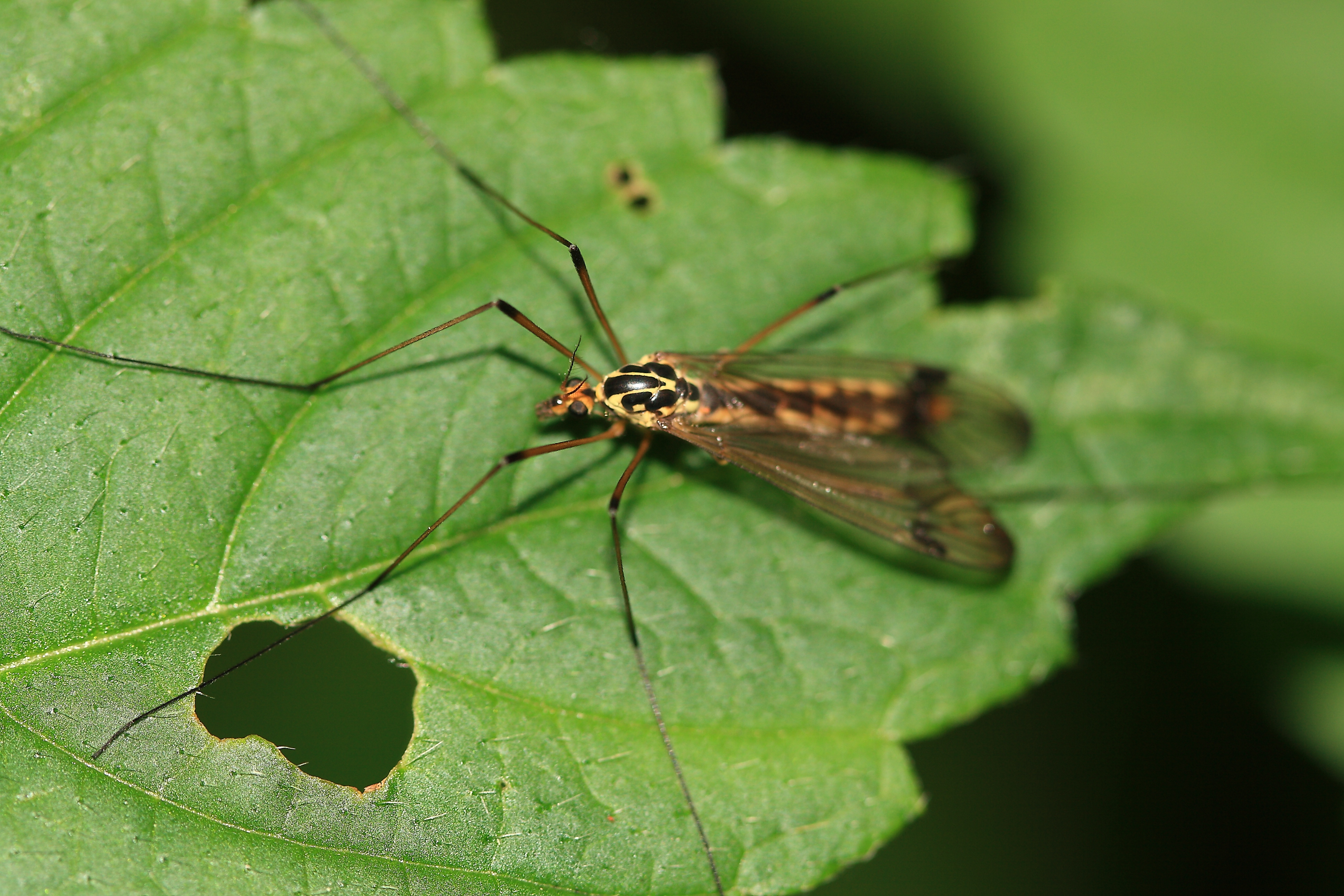
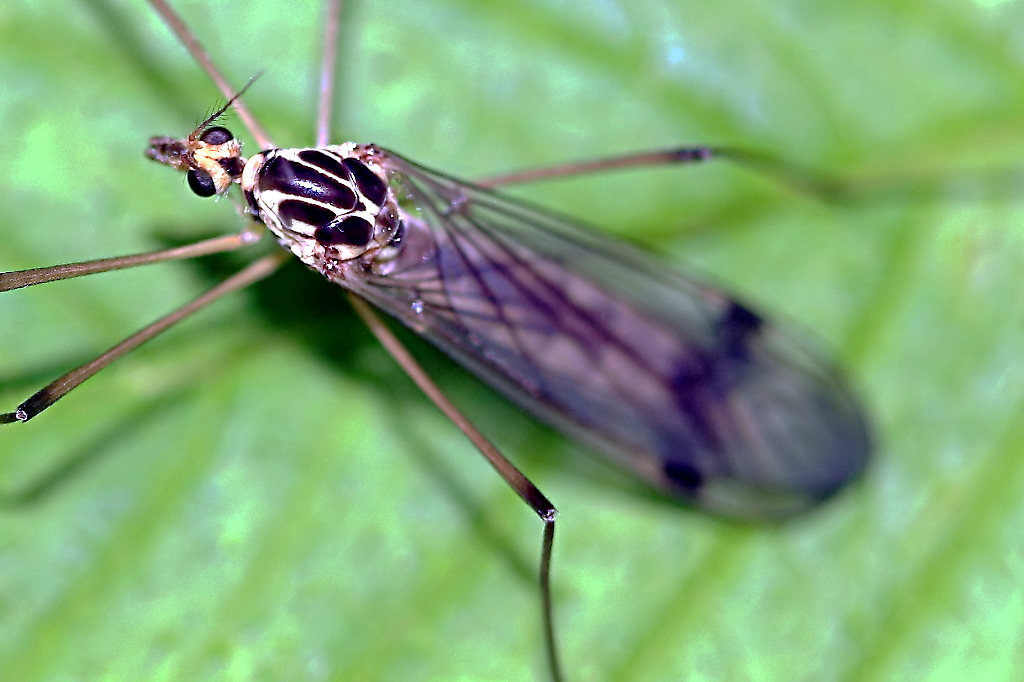
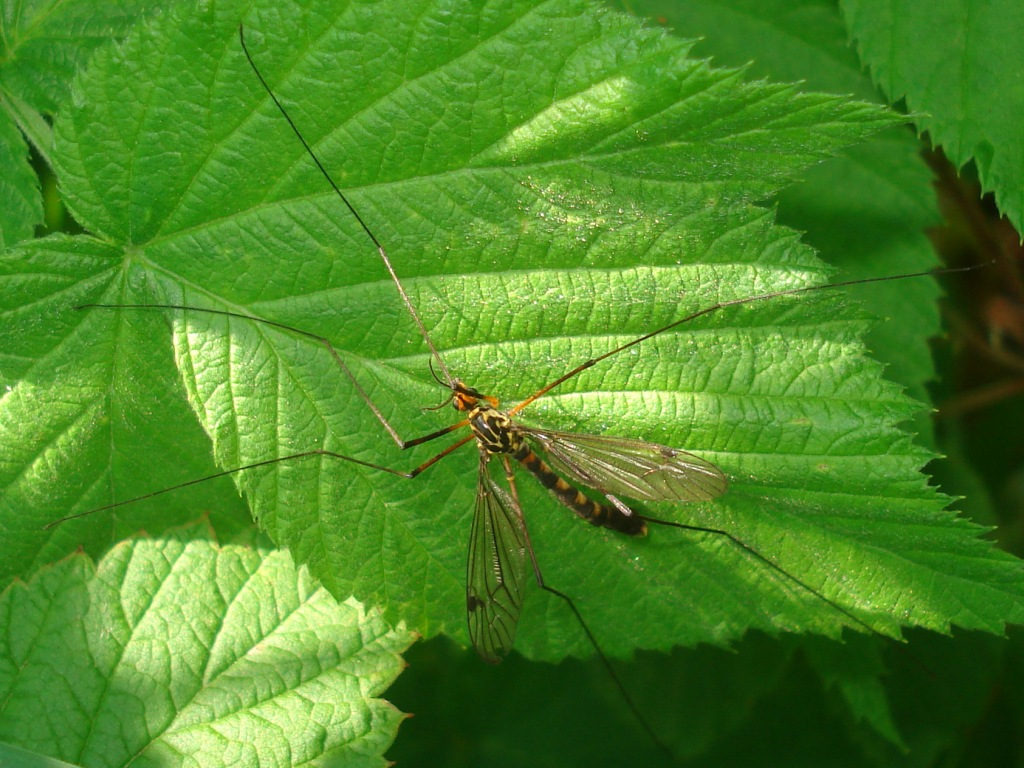
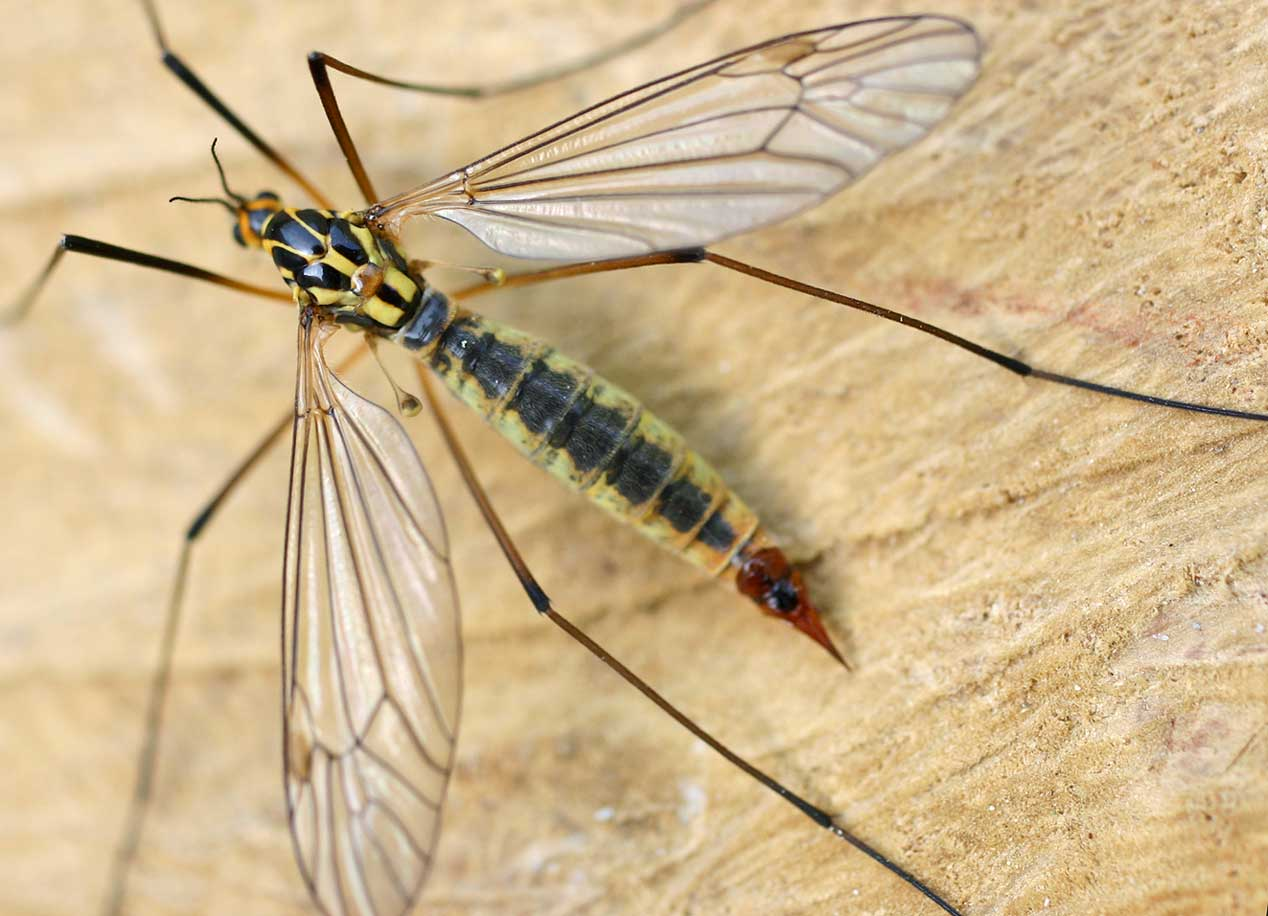
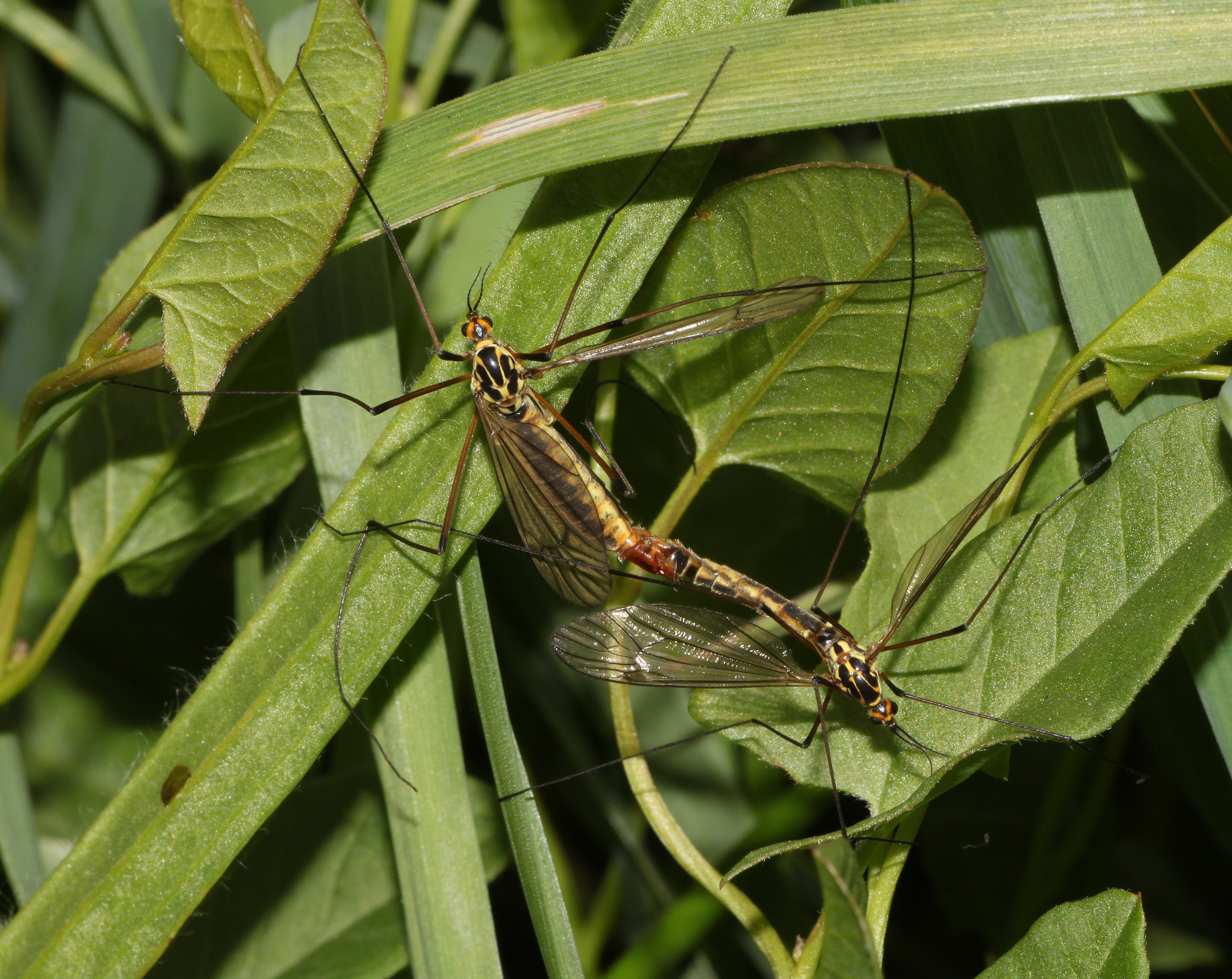